# Oreye
Oreye es una comuna de la región de Valonia, en la provincia de Lieja, Bélgica. A 1 de enero de 2019 tenía una población estimada de 3895 habitantes.

## Geografía
Se encuentra ubicada al este del país, en la región natural de Hesbaye, y esta bañada por el río Geer un afluente del río Mosa. 

### Secciones del municipio
El municipio comprende los antiguos municipios, que se fusionaron en 1977:
| - Oreye - Bergilers - Grandville - Lens-sur-Geer - Otrange |

## Demografía

### Evolución
Todos los datos históricos relativos al actual municipio, el siguiente gráfico refleja su evolución demográfica, incluyendo municipios después de efectuada la fusión el 1 de enero de 1977.
| Gráfica de evolución demográfica de Oreye entre 1846 y 2018 |
|                                                             |